# Gheorghe Mureșan
Gheorghe Dumitru Mureșan (wymowa: [ɡe̯orɡe mureʃan]; ur. 14 lutego 1971, znany również jako Ghiță (wymowa: [ɡit͡sə]) lub George) – rumuński koszykarz występujący na pozycji środkowego. Mierzy 231 cm i jest jednym z dwóch najwyższych zawodników w historii NBA, obok Sudańczyka Manute Bola, który również mierzył 231 cm. Grał m.in. w: Washington Bullets, New Jersey Nets, Maryland Nighthawks.
Przez krótki czas reprezentował także barwy narodowe Rumunii. W jednym ze spotkań międzynarodowych, przeciw Szwecji (1992) zdobył rekordowe w swojej karierze 42 punkty. Wystąpił także na mistrzostwach świata juniorów w 1991 roku (Edmonton, Kanada), gdzie uzyskiwał średnio 23,4 punktu oraz 11,4 zbiórki w meczu.
W 1998 roku Mureșan zadebiutował na szklanym ekranie w komedii Mój przyjaciel olbrzym, u boku komedianta Billy'ego Crystala.
11 marca 2007 roku, Mureșan rozegrał wyjątkowe spotkanie w barwach zespołu ABA – Maryland Nighthawks. Był to mecz, który przeszedł do historii koszykówki, jako konfrontacja z udziałem najwyższej pod względem wzrostu drużyny. Całe zdarzenie zostało starannie zaplanowane z marketingowego punktu widzenia, aby przyciągnąć jak największą rzeszę kibiców, wystąpiło w nim bowiem obok siebie aż dwóch zawodników o wzroście przekraczającym 230 cm. Drugim zawodnikiem był mierzący 236 cm wzrostu Chińczyk – Sun Mingming, i to on był najwyższym graczem wspomnianego meczu. W składzie Nighthawks znaleźli się wtedy również i inni wysocy gracze tacy jak Ayo Adigun (216 cm), czy Deng D'Awol (213 cm).
Ponadprzeciętny wzrost Mureșana nie jest kwestią genetyki. Jego matka mierzyła bowiem zaledwie 170 cm wzrostu, natomiast ojciec 175 cm. Gheorghe zaczął raptownie rosnąć już w wieku zaledwie sześciu lat. Gdy miał 14 lat mierzył już ponad 210 cm. Powodem takiego stanu rzeczy był guz  mózgu, który uciskał obszar przysadki mózgowej, uwalniającej hormon wzrostu, stąd jego niesamowite gabaryty. Został on zoperowany dopiero po zakończeniu przez niego kariery w NBA, za pieniądze zarobione przez lata gry w lidze. Operacja była bardzo kosztowna i skomplikowana, jednak zakończyła się sukcesem.
W 2006 roku znalazł się na liście 100 największych rumuńskich osobowości wszech czasów. Uplasował się na 26. miejscu, a jako sportowiec był trzeci, za gimnastyczką Nadią Comăneci (9. miejsce listy ogólnej) oraz piłkarzem Gheorghem Hagim (13).

## Osiągnięcia
Na podstawie, o ile nie zaznaczono inaczej.
NBA
- Zdobywca nagrody NBA Most Improved Player Award (1996)[7]
- 2-krotny lider NBA w skuteczności rzutów z gry (1996, 1997)[8]

Pozostałe
- Mistrz Rumunii (1992)
- Wicemistrz Francji (1993)
- Zdobywca Pucharu Liderów LNB Pro A (1993)
- Lider ligi francuskiej w blokach (1993 – 2,8)[9]

Reprezentacja
- Uczestnik:
  - kwalifikacji do mistrzostw Europy (1992, 1995, 2003)
  - mistrzostw:
    - świata U–19 (1991 – 5. miejsce)
    - Europy:
      - U–18 (1990 – 4. miejsce)
      - U–22 (1992 – 9. miejsce)